# Рутка Ласкер
Рут (Рутка) Ласкер (пол. Rut Laskier; 12 червня 1929, Краків, Польська Республіка — 1943, Аушвіц, Польща) — польська дівчина єврейського походження, яка вела щоденники про життя під час Голокосту в Польщі. Загинула в концтаборі Аушвіц у віці 14 років. Її щоденники були опубліковані в 2006 році.

## Біографія
Рут Ласкер народилася в 1929 році в Кракові (до виявлення запису про народження вважалося, що вона народилася в Гданську) у забезпеченій єврейській родині. У 1939 році в Польщі прийшли до влади нацисти. Сім'я Ласкерів переїхала в Бендзин. Незважаючи на переслідування євреїв, Рут намагалася продовжувати вести звичайний спосіб життя. У 1943 році вона впродовж 3 місяців вела щоденник про життя під нацистським правлінням. Сім'ю утримували в Бендзинському гетто, а в серпні 1943 року відправили до концтабору Аушвіц.
Раніше вважалося, що Рутка загинула в газовій камері відразу після приїзду в концтабір з матір'ю і братом. Проте в 2008 році з'ясувалося, що вона дожила до грудня 1943 року. Ласкер захворіла на холеру і стала інвалідом. За словами колишньої ув'язненої Аушвіца, Рут благала відвести її до електричної огорожі, щоб вона могла кинутися на неї і померти від удару струмом. Охоронець заборонив це, і дівчину відправили в газову камеру. На той час їй було 14 років.
Батько Рут був єдиним членом сім'ї, який пережив Голокост. Після Другої світової війни він емігрував до Ізраїлю, де одружився вдруге. Від цього шлюбу у нього народилася дочка Захава. Він помер в 1986 році. Згодом Захава розповіла, що дізналася про покійних брата і сестру лише в 14 років, випадково виявивши старий сімейний фотоальбом. Захава назвала свою доньку Руті на пам'ять про сестру.

## Спадщина
У Бендзині родина Ласкерів орендувала квартиру у польської сім'ї, і 21-річна донька власників Станіслава Сапінскас здружилася з Руткою. Станіслава допомогла подрузі заховати щоденники під сходами в будинку. Згодом Сапінскас забрала нотатки і зберігала їх у себе впродовж понад 60 років. У 2006 році щоденники Рутки були опубліковані. Роботи Ласкер порівнювали із щоденником Анни Франк. Сама Рут народилася в той же день, що й Анна, і також в обох сім'ях лише батько пережив Голокост.